# Liste der Stolpersteine in Bad Bertrich
In der Liste der Stolpersteine in Bad Bertrich werden die vorhandenen Gedenksteine aufgeführt, die im Rahmen des Projektes Stolpersteine des Künstlers Gunter Demnig bisher in Bad Bertrich (in Rheinland-Pfalz) verlegt worden sind.

## Verlegte Stolpersteine
| Adresse                        | Name            | Inschrift                                                                                            | Verlegedatum  | Bild | Anmerkung                        |
| ------------------------------ | --------------- | --- | ------------- | --- | -------------------------------- |
| Kurfürstenstraße 46 (Standort) | Paula Kaufmann  | Hier wohnte Paula Kaufmann geb. Aach Jg. 1874 deportiert 1942 Theresienstadt 1942 Treblinka ermordet | 23. Juni 2016 | Bild gesucht Die Wikipedia wünscht sich an dieser Stelle ein Bild vom hier behandelten Ort. Falls du dabei helfen möchtest, erklärt die Anleitung , wie das geht. BW | geboren am 2. Juni 1874 in Trier |
| Kurfürstenstraße 46 (Standort) | Ernst Kaufmann  | Hier wohnte Ernst Kaufmann Jg. 1910 Flucht 1938 Schweden USA                                         | 23. Juni 2016 | Bild gesucht Die Wikipedia wünscht sich an dieser Stelle ein Bild vom hier behandelten Ort. Falls du dabei helfen möchtest, erklärt die Anleitung , wie das geht. BW |                                  |
| Kurfürstenstraße 46 (Standort) | Alfred Kaufmann | Hier wohnte Alfred Kaufmann Jg. 1912 Flucht 1938 USA                                                 | 23. Juni 2016 | Bild gesucht Die Wikipedia wünscht sich an dieser Stelle ein Bild vom hier behandelten Ort. Falls du dabei helfen möchtest, erklärt die Anleitung , wie das geht. BW |                                  |
| Kurfürstenstraße 46 (Standort) | Erna Kaufmann   | Hier wohnte Erna Kaufmann Jg. 1915 Flucht 1938 England USA                                           | 23. Juni 2016 | Bild gesucht Die Wikipedia wünscht sich an dieser Stelle ein Bild vom hier behandelten Ort. Falls du dabei helfen möchtest, erklärt die Anleitung , wie das geht. BW |                                  |